# بروکنچینو
بروکنچینو (به لهستانی:  Brokęcino) یک روستا در لهستان است که در گمینا اوکونک واقع شده‌است. بروکنچینو ۲۲۰ نفر جمعیت دارد.